# ايلمر (باكينجهامشير)
ايلمر (بالإنجليزية: Ilmer)‏ هي قرية تقع في المملكة المتحدة في باكينجهامشير.